# Universitet Jagielloński
Universitet Jagielloński (dansk: Kraków-Akademiet; polsk: Akademia Krakowska, Uniwersytet Jagielloński) er en polsk højskole i Kraków, der er grundlagt i 1364. Den nuværende rektor er Professor Karol Musioł.

## Berømte alumner
- Nicolaus Kopernikus
- Pave Johannes Paul 2.
- Johan 3. Sobieski af Polen
- Andrzej Duda
- Paweł z Krosna
- Stanisław Lem
- Bronisław Malinowski
- Jan Kochanowski
- Jan z Kolna
- Tadeusz Boy-Żeleński
- Norman Davies
- Jan Długosz
- Ryszard Gryglewski
- Marcin Kromer
- Wacław Sierpiński
- Wisława Szymborska
- Władysław Tarnowski
- Krzysztof Zanussi